# Neleothymus vaderi
Neleothymus vaderi är en stekelart som beskrevs av Ian D. Gauld 2000. Neleothymus vaderi ingår i släktet Neleothymus och familjen brokparasitsteklar. Inga underarter finns listade i Catalogue of Life.